# ECB85

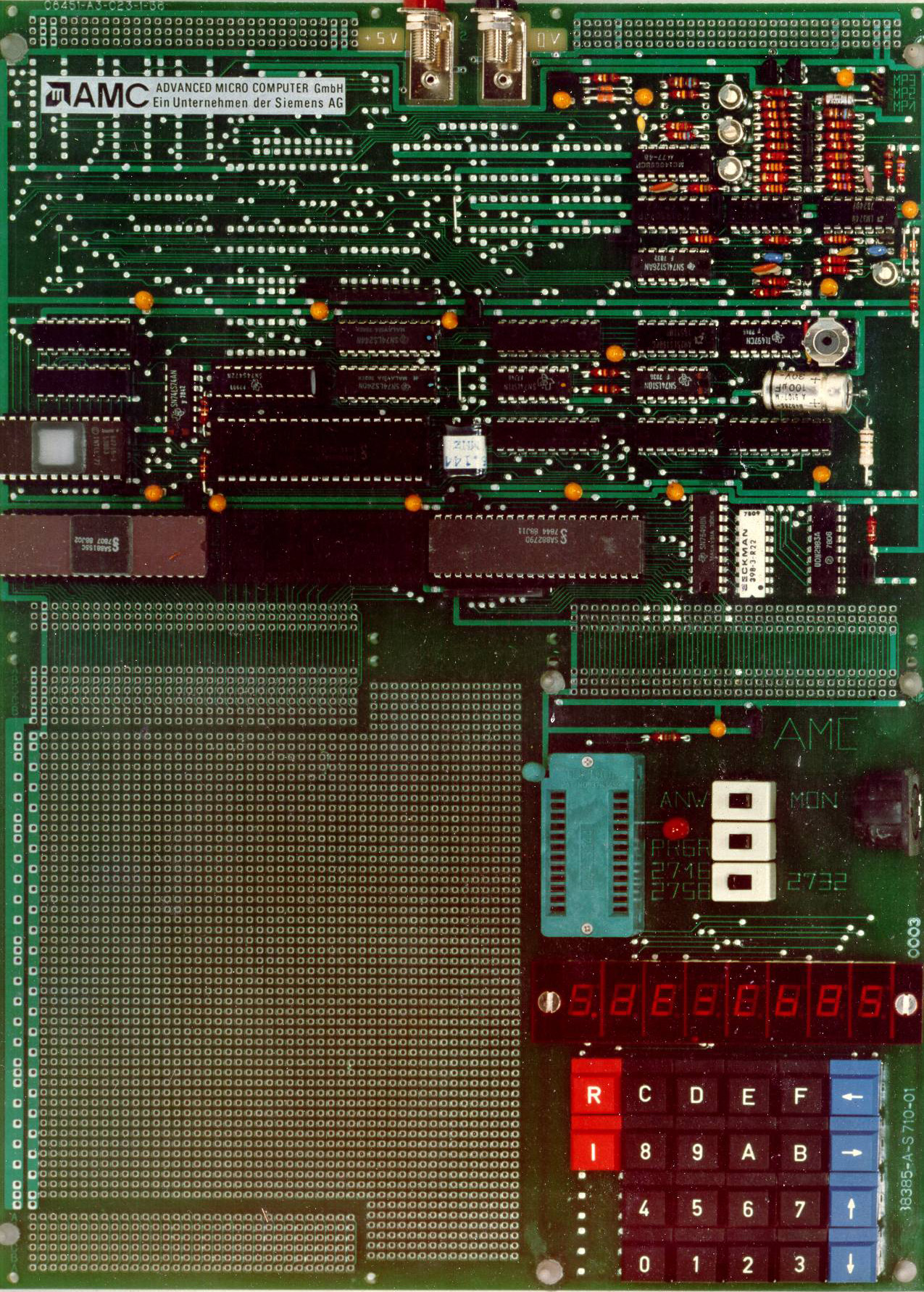
Der Experimentiercomputer ECB85 von AMC aus 1979

Der Experimentiercomputer ECB85 war ein bei der Firma Advanced Micro Computer GmbH (ein Unternehmen der Siemens AG) in Ottobrunn hergestellter Einplatinencomputer, der für Lernzwecke vorgesehen war.

## Geschichte und Entwicklung
Entwickelt wurde der ECB85 in den Jahren 1978/79 bei der Firma Advanced Micro Computer (AMC) GmbH in Ottobrunn bei München, wo der ECB85 auch hergestellt wurde. Er wurde das erste Mal 1979 von der Siemens AG, die den Vertrieb übernahm, auf einer Elektronikmesse in Paris vorgestellt. Der Experimentiercomputer sollte das Bauelementegeschäft mit Prozessoren, Speicher- und Ein-/Ausgabe-Bausteinen fördern und potentiellen Kunden die Einarbeitung in die Mikrocomputertechnik ermöglichen. Auch in der eigenen Berufsfachschule für elektro- und datentechnische Assistenzberufe wurde der ECB85 eingesetzt. Die Produktion der ECB85 endete im Jahr 1984.

## Hardware
Kernstück des ECB85 war der Mikroprozessor 8085A, zusammen mit dem Mehrfunktions-Baustein 8155 und dem Tastatur- und Anzeigebaustein 8279. Angeordnet um diese Bauelemente waren eine hexadezimale Tastatur, ein Siebensegment-LED-Display, ein EPROM-Brenner mit Gleichspannungswandler, ein Kassetteninterface und ein Rasterfeld für Versuchsaufbauten. Besonders als EPROM-Programmiergerät war der ECB85 beliebt.
Weitere technische Eckdaten:
- CPU: 8085A, 6,144 MHz
- RAM: 1,25 KB
- EPROM: 2 KB Monitorprogramm, 1 oder 2 KB EPROM-Brenner (2758, 2716) mit Spezialsockel
- Ports: 22 Ein-/Ausgänge mit Rasterfeld für Versuchsaufbauten
- Timer: 1
- Tastatur: 22-stellig (16 Hexadezimaltasten, 4 Pfeiltasten, Resettaste, Interrupttaste)
- Display: 8-stellige Siebensegmentanzeige
- Interface: Kassetteninterface
- Betriebsspannung: 5 V DC (DC-DC-Wandler für 25 V EPROM-Brennspannung vorhanden)
- Abmessungen: Leiterplatte 234 × 320 mm (4 Europakarten)

## Software
Seine Funktionsfähigkeit erhielt der ECB85 durch das Monitorprogramm ECB85-MON1 von 2 KB Umfang, das als fester Bestandteil des Experimentiercomputers in einem 2716 EPROM abgespeichert war. Dieses Programm benutzte für die Kommunikation mit dem Anwender die hexadezimale Tastatur und die 8-stellige Siebensegmentanzeige. Die Anzeige wurde vom Programm in drei Felder eingeteilt: ein Kommandofeld, ein Adressfeld und ein Datenfeld. An der Anzeigestelle, in der gerade eine Eingabe erwartet wurde, blinkte ein Cursor (das unterste waagerechte Segment der Anzeige). Mit den Pfeiltasten konnte der Cursor nach links oder rechts verschoben werden. Die anderen Pfeiltasten dienten zum Vor- und Weiterschalten von Adressen innerhalb einer Kommandosequenz.
Im Monitorprogramm waren 12 Kommandos implementiert:
1. Speicher auslesen und beschreiben
2. Speicherbereich mit Konstante füllen
3. Speicherinhalt verschieben oder in EPROM übertragen (brennen)
4. Speicherinhalt (Programme) verschieben mit Adress-Umrechnung
5. Portausgabe
6. Porteingabe
7. Register auslesen und beschreiben
8. Programm starten (ohne Haltepunkt)
9. Programm mit Haltepunkt starten
10. Programm im Einzelschritt abarbeiten
11. Information auf Kassette schreiben
12. Information von Kassette lesen

Programme konnten nur hexadezimal, als Maschinencode, eingegeben werden.